# ايلجي بالا
 ايلجى بالا  (بالفارسية: روستاى ایلچی بالا ) قرية جبلية صغيرة تـتبع لـالبلدة المركزية (بالفارسية: بخش مركزى ) من توابع مدينة بستك وتقع في محافظة هرمزگان في جنوب غرب إيران.

## السكان
يبلغ عدد سكان هذه القرية حسب تعداد السكان لعام 2006 للميلاد، (25) نسمة تشكل (6) عائلة، من أهل السنة والجماعة وعلى المذهب الشافعي. يتكلمون الفارسية باللهجة المحلية، بها مسجد ومدرسة ابتدائية، وكذلك بها بعض البرك لحفظ مياه الأمطار إذا سالت الأودية أثناء الأمطار الموسمية.

## مهنة سكان القرية
يمتهن سكان القرية بمهنة تربية المواشي والأغنام، والزراعة.

## وصلات خارجية
- التقسيمات الادارية لمحافظة هرمزگان